# Prowokator
Prowokator – osoba, która nakłania inną osobę do popełnienia czynu zabronionego, nie po to, aby ten został popełniony, ale po to, by skierować postępowanie karne przeciwko nakłanianej osobie (art. 24 KK). Prowokacja jest zatem bardzo podobna do podżegania, lecz jest odrębną instytucją prawną. Prowokator ponosi odpowiedzialność karną, która przewidziana jest za dane przestępstwo, do którego nakłaniał inną osobę. Tak więc, jeśli prowokator nakłaniał drugą osobę do popełnienia np. zabójstwa, to zgodnie z obowiązującymi przepisami (Kodeks karny z 1997 roku) jego postępowanie będzie zagrożone sankcją kary pozbawienia wolności na czas nie krótszy niż 8 lat, karą 25 lat pozbawienia wolności albo karą dożywotniego pozbawienia wolności (patrz: art. 148 KK). Nie ma znaczenia, czy osoba, którą prowokował, w ogóle przystąpiła do popełnienia czynu.
Przykład prowokacji: X nakłania Y-ka do popełnienia kradzieży z włamaniem, z góry zakładając, że w odpowiednim czasie powiadomi policję, która przyłapie Y-ka na gorącym uczynku.